# Justin Theroux
Justin Theroux, född 10 augusti 1971 i Washington, D.C., är en amerikansk skådespelare. Han har även skrivit manuset, synopsis och har varit exekutiv producent för filmen Tropic Thunder (2008). Sedan 2014 spelar han en huvudroll i HBO-serien The Leftovers.
År 2015 gifte han sig med Jennifer Aniston, men paret separerade i slutet av 2017. Han är kusin till TV-journalisten Louis Theroux.

## Filmografi (i urval)
- 1996 – I Shot Andy Warhol
- 1997 – Romy & Michele – blondiner har roligare
- 1998 – Ally McBeal (TV-serie) (1 avsnitt)
- 1998–1999 – Sex and the City (TV-serie) (2 avsnitt)
- 2000 – American Psycho
- 2000–2001 – The District (TV-serie) (27 avsnitt)
- 2001 – Mulholland Drive
- 2003 – Alias (TV-serie) (2 avsnitt)
- 2003 – Charlies änglar - Utan hämningar
- 2003 – Happy End
- 2003–2004 – Six Feet Under (TV-serie) (8 avsnitt)
- 2005 – The Baxter
- 2006 – Inland Empire
- 2006 – Miami Vice
- 2007 – Broken English
- 2008 – John Adams (TV-serie) (2 avsnitt)
- 2010 – Parks and Recreation (TV-serie) (4 avsnitt)
- 2011 – Your Highness
- 2012 – Wanderlust
- 2016 – Zoolander 2 (även manus)
- 2016 – Kvinnan på tåget
- 2019 – Joker (okrediterad cameoroll)
- 2023 – White House Plumbers (TV-serie) (5 avsnitt)
- 2024 – Beetlejuice Beetlejuice